# Соціальна система
Соціа́льна систе́ма — центральне поняття соціологічної теорії систем. Сукупність соціальних явищ і процесів, що перебувають у відносинах і зв'язках між собою і створюють деякий цілісний соціальний об'єкт.
Засновниками теорії Соц. систем. вважаються Нікласа Луманна та Талкотта Парсонса. За Луманном соціальні системи визначаються процесами комунікації, за Парсонсом — визначальними є дії. Найменшою вимогою для існування соціальної системи, є інтеракція (взаємодія) принаймні двох персональних систем або наявність рольових акторів. Теоретичне визначення соціальної системи, як операційного поняття, відокремлюється від систем природних (фізичних, біологічних), технічних і психічних.
Поза теорією соціальні системи можна умовно[джерело?] поділити на три види: соціально-політичні (політичні партії, громадські рухи, урядові угруповання і т. ін.), соціально-культурні (наукові, творчі та інше), соціально-економічні (суспільне виробництво, галузі економіки, організації, підприємства тощо).
Вілбер, автор теорії стадій також розробив чотиричастинну модель, що являє собою потужну метатеорію, що охоплює більшість можливих підходів до вивчення людського досвіду і поведінки. Змінні, що утворюють чотири квадранти показані на рисунку, передбачають Індивідуальне та Колективне, а також Внутрішнє та Зовнішнє.
| Модель Вілбера | Модель Вілбера      | Модель Вілбера    |
| ×              | Внутрішнє           | Зовнішнє          |
| -------------- | ------------------- | ----------------- |
| Індивідуальне  | Суб'єктивний досвід | Поведінка         |
| Колективне     | Культура            | Соціальна система |